# Ночная (приток Коксы)
Ночная — река в России, протекает по Усть-Канскому району Республики Алтай и Чарышскому району Алтайского края. Устье реки находится в 131 км от устья Коксы по левому берегу. Длина реки составляет 38 км.

## Притоки
(указано расстояние от устья)
- 10 км: Шельдян
- 19 км: Ламаниха
- 22 км: Талкаш

## Данные водного реестра
По данным государственного водного реестра России относится к Верхнеобскому бассейновому округу, водохозяйственный участок реки — Катунь, речной подбассейн реки — Бия и Катунь. Речной бассейн реки — (Верхняя) Обь до впадения Иртыша.